# Kresy (Parkoszowice)
Kresy – część wsi Parkoszowice w Polsce położona w województwie małopolskim, w powiecie miechowskim, w gminie Miechów.
W latach 1975–1998 Kresy należały administracyjnie do województwa kieleckiego, sąsiadując z województwem krakowskim.